# Liste der Monuments historiques in Cerdon (Ain)
Die Liste der Monuments historiques in Cerdon (Ain) führt die Monuments historiques in der französischen Gemeinde Cerdon auf.

## Liste der Bauwerke
| Bezeichnung      | Beschreibung | Standort                   | Kennzeichnung | Schutzstatus | Datum | Bild           |
| ---------------- | ------------ | -------------------------- | ------------- | ------------ | ----- | -------------- |
| Kupferfabrik     |              | Rue de la Cuivrerie (Lage) | PA01000037    | Inscrit      | 2013  | weitere Bilder |
| Schloss Épierre  |              | Chemin d’Épierre (Lage)    | PA00116355    | Inscrit      | 2005  | weitere Bilder |
| Maison La Suisse |              | La Suisse (Lage)           | PA00116356    | Inscrit      | 1950  | weitere Bilder |
| Mühle            |              | Rue René-Lyot (Lage)       | PA01000041    | Inscrit      | 2015  | weitere Bilder |

## Liste der Objekte
- Monuments historiques (Objekte) in Cerdon (Ain) in der Base Palissy des französischen Kultusministeriums